# Colomar Masia Moret
Colomar Masia Moret és un colomar d'origen medieval construït en planta circular, en forma de torre i amb obertures de petita mesura repartides pel mur. Aquest edifici és acompanyat per una altra construcció de planta quadrangular amb una obertures que es van fer a posteriori. Es conserva mig en ruïnes i atapeït per la vegetació.